# Tema de Bulgària
El tema de Bulgària va ser un tema o província civil i militar de l'Imperi Romà d'Orient establert a partir de la conquesta del Primer Imperi Búlgar per Basili II Bulgaròcton el 1019.

## Història
Va ocupar la part central de l'antic imperi búlgar, i les regions perifèriques es van incloure en altres temes (Parístrion, Sírmium...). Com que volia respectar les particularitats búlgares, Basili II va dotar el tema d'algunes característiques específiques. Es van conservar la majoria de les antigues institucions de l'Imperi búlgar, però va nomenar oficials grecs per comandar les fortaleses de la zona. Per la seva importància, el tema es va convertir en un catepanat i després en un ducat. L'estrateg del tema de Bulgària es va establir a Skopje encara que alguns autors van afirmar que Ocrida va ser la capital del tema durant els primers anys de la seva creació. Es menciona Romà Diògenes com a dux de Sàrdica l'any 1067 i sembla que el tema original de Bulgària es va dividir en diversos temes.
L'eliminació de l'Imperi búlgar, va provocar que l'Imperi Romà d'Orient fos vulnerable a l'atac dels pobles que vivien al nord del Danubi, com ara els petxenegs. El tema de Bulgària va sofrir diverses incursions destructives durant el segle xi. El 1185, els germans Assèn (Pere IV Assèn de Bulgària i Ivan I Assèn de Bulgària), descontents per no obtenir més terres, es van rebel·lar contra l'autoritat de l'imperi. Aquesta rebel·lió estava recolzada per la pagesia farta del pes dels impostos, i també per les diferents poblacions (cumans i valacs) que havien emigrat a l'antic territori de l'Imperi búlgar després de la seva destrucció. El 1186, Isaac II Àngel va organitzar una campanya contra els rebels, que van ser derrotats, però els Assèn van tornar a l'ofensiva uns mesos després, recolzats pels cumans. A Isaac II se li va fer difícil repel·lir-los sense aniquilar-los. Finalment, el Basileu va abandonar Bulgària, que va quedar al càrrec d'Esteve Nemanja. Nemanja va aprofitar l'ocasió per conquerir territoris romans d'Orient. A més, una revolta a Anatòlia va obligar Isaac II a retirar les seves forces de la lluita contra els búlgars. Es va signar un tractat de pau que va ratificar la creació del Segon Imperi Búlgar el 1187.